# Coliforme
La denominación genérica coliformes designa a un grupo de especies bacterianas que tienen ciertas características bioquímicas en común e importancia relevante como indicadores de contaminación del agua y los alimentos.
Coliforme significa con forma de coli, refiriéndose a la bacteria principal del grupo, Escherichia coli, descubierta por el bacteriólogo alemán Theodor von Escherich en 1860. Von Escherich la bautizó como bacterium coli ("bacteria del intestino", del griego κολον, kolon, "intestino"). Con posterioridad, la microbiología sistemática nombraría el género Escherichia en honor a su descubridor. 

## Caracteres bioquímicos
El grupo contempla a todas las bacterias entéricas que se caracterizan por tener las siguientes propiedades bioquímicas:
1. ser aerobias o anaerobias facultativas;
2. ser bacilos Gram negativos;
3. no ser esporógenas; (Si es Gram negativo NO esporula)

## Hábitat del grupo coliforme
Las bacterias de este grupo se encuentran principalmente en el intestino de los humanos y de los animales de sangre caliente, es decir, homeotermos, pero también ampliamente distribuidas en la naturaleza, especialmente en suelos, semillas y vegetales.
Los coliformes se introducen en gran número al medio ambiente por las heces de humanos y animales. Por tal motivo suele deducirse la mayoría de los coliformes que se encuentran en el ambiente son de origen fecal. Sin embargo, aun existen muchos coliformes de vida libre.

## Los coliformes como indicadores
Tradicionalmente se los ha considerado como indicadores de contaminación fecal en el control de calidad del agua destinada al consumo humano en razón de que, en los medios acuáticos, los coliformes son más resistentes que las bacterias patógenas intestinales y porque su origen es principalmente fecal. Por tanto, su ausencia indica que el agua es bacteriológicamente segura.
Asimismo, su número en el agua es directamente proporcional al grado de contaminación fecal; mientras más coliformes se aíslan del agua, mayor es la gravedad de la descarga de heces por ende la elevación de incidencias de patologías entéricas.

## Bacterias que integran el grupo de los coliformes
El grupo de los coliformes incluye bacterias en forma de bacilo, gram negativos, con las siguientes propiedades bioquímicas: oxidasa negativo y capacidad de fermentar lactosa, con producción de gas en 48 horas a una temperatura de 37 °C.
El grupo coliforme está formado por los siguientes géneros:
1. Escherichia
2. Klebsiella
3. Enterobacter
4. Citrobacter

No todos los autores incluyen al género Citrobacter dentro del grupo coliforme.

## Coliformes totales y coliformes termotolerantes
No todos los coliformes son de origen fecal, por lo que se hizo necesario desarrollar pruebas para diferenciarlos a efectos de emplearlos como indicadores de contaminación. Se distinguen, por lo tanto, los coliformes totales —que comprende la totalidad del grupo— y los coliformes fecales —aquellos de origen intestinal—.
Desde el punto de vista de la salud pública esta diferenciación es importante puesto que permite asegurar con alto grado de certeza que la contaminación que presenta el agua es de origen fecal.

### Coliformes termotolerantes
Las bacterias coliformes termotolerantes forman parte del total del grupo coliforme. Son definidas como bacilos gram-negativos, no esporulados que fermentan la lactosa con producción de ácido y gas a 44.5 °C +/− 0.2 °C dentro de las 24 +/− 2 horas. La mayor especie en el grupo de coliforme fecal es el Escherichia coli.
La presencia de coliformes en el suministro de agua es un indicio de que el suministro de agua puede estar contaminada con aguas negras u otro tipo de desechos en descomposición. Generalmente, las bacterias coliformes se encuentran en mayor abundancia en la capa superficial del agua o en los sedimentos del fondo.
Los niveles recomendados de bacterias coliformes fecales son:
- Agua potable: 0 colonias por 100 ml de la muestra de agua.
- Natación: menos de 200 colonias por 100 ml de la muestra de agua
- Navegar/Pescar: menos de 1,000 colonias por 100 ml de la muestra de agua.
- Revisar la NOM-004-SEMARNAT-2002, NOM-127-SSA1-1994, NOM-003-SEMARNAT-1997 y NOM-001-SEMARNAT-1996 son fuentes más confiables.

### E. coli
El aislamiento de esta bacteria en el agua da alto grado de certeza de contaminación de origen fecal, alrededor del 99 %. No es absoluta porque se han aislado cepas de E. coli que no tienen origen fecal, pero es un grado de certeza más que razonable para certificar contaminación con ese origen. 
Sin embargo, el aislamiento de este microorganismo no permite distinguir si la contaminación proviene de excretas humanas o animales, lo cual puede ser importante, puesto que la contaminación que se desea habitualmente controlar es la de origen humano. 
Esto no significa menospreciar la de origen animal, especialmente dada la existencia de zoonosis, enfermedades que son comunes al hombre y animales, que también se pueden transmitir por el agua.

### Contaminación fecal animal
La Escherichia coli de origen animal y la de origen humano son idénticas. Sin embargo, algunos investigadores han encontrado que las bacterias del género Rodococcus se asocian solamente a la contaminación fecal por animales.
De los 2500 millones de personas en todo el mundo que no tienen acceso a condiciones adecuadas de saneamiento, más de un tercio vive en India. Casi el 69% de la población de dicho país practica la defecación al aire y, de acuerdo a estimaciones, alrededor de 212.000 niños menores de cinco años mueren anualmente a causa de diarrea. Se ha planteado la interrogante de si construir más retretes detiene la propagación de enfermedades relacionadas con la falta de cuidado de salud, razón por la cual los programas gubernamentales indios de saneamiento se han centrado en la construcción de letrinas.
Un estudio evaluó la Campaña de Saneamiento Total del gobierno indio en Odisha, contando con la participación de más de 50.000 personas en 100 aldeas. Durante el período de estudio, la cantidad de letrinas en las aldeas intervenidas aumentó de 9% a 63%. Los resultados demuestran que este aumento no impidió la incidencia de diarrea en los beneficiarios, ni redujo las enfermedades. Por otro lado, la construcción de letrinas en sí misma no permite lograr el cambio de comportamiento asociado a la defecación al aire libre, ya que, de hecho, varios hogares que cuentan con retretes han mantenido dicha práctica.

### Escherichia coli y bacterias coliformes termotolerantes
Las bacterias del grupo de los coliformes totales que son capaces de fermentar lactosa a 44-45 °C se conocen como coliformes termotolerantes. En la mayoría de las aguas, el género predominante es Escherichia, pero algunos tipos de bacterias de los géneros Citrobacter, Klebsiella y Enterobacter también son termotolerantes. Escherichia coli se puede distinguir de los demás coliformes termotolerantes por su capacidad para producir indol a partir de triptófano o por la producción de la enzima β-glucuronidasa. E. coli está presente en concentraciones muy grandes en las heces humanas y animales, y raramente se encuentra en ausencia de contaminación fecal, aunque hay indicios de que puede crecer en suelos tropicales. Entre las especies de coliformes termotolerantes, además de E. coli, puede haber microorganismos ambientales.

## Coliformes e Higiene de alimentos
En la higiene de los alimentos la cuantificación o detección por métodos de ensayo dependerá de las exigencias sanitarias de cada país, así en algunos no se consideran indicadores de contaminación fecal sino solamente indicadores de calidad y en otros es un indicador de inocuidad estricto. Los coliformes totales se usan para evaluar la calidad de la leche pasteurizada, leche en polvo, helados, pastas frescas, fórmulas para lactantes, fideos y cereales para el desayuno. Los coliformes fecales se usan para evaluar los mariscos frescos.
La E. coli se usa como indicador de higiene de higiene en quesos frescos, quesillos, cereales , masas con relleno, alimentos infantiles, cecinas cocidas, verduras frescas, pescados y mariscos sujeto a las normas sanitarias del país donde se comercializa el alimento.
No obstante lo anterior se ha revaluado mucho la información que aporta el análisis de E. coli dentro de la seguridad alimentaria puesto que son eliminados de manera relativamente fácil en la etapa de sanitización de alimentos (dosis de 0,3 mg/l eliminan cepas agresivas como la enterohemorrágica O157) mientras muchos patógenos pueden resistir dosis de cloro de varios órdenes de magnitud.

## Coliformes y aguas servidas
La prueba de coliformes totales y fecales también se utiliza, de manera complementaria para determinar la calidad bacteriológica de los efluentes de los sistemas de tratamiento de aguas servidas. 
Los indicadores microbiológicos dentro del denominado monitoreo de cumplimiento ha sido fuertemente revaluado en los últimos años.,,

## Eliminación de coliformes
La eliminación de coliformes puede realizarse de muchos métodos diferentes tanto en agua como en aire, utilizando:
- Cloro en cualquiera de sus presentaciones como cloro gaseoso, hipoclorito de calcio, hipoclorito de sodio, dióxido de cloro (concentraciones mayores a 0,3 mg/l)
- Luz ultravioleta (generalmente tipo C con longitudes onda desde los 190 nm hasta los 280 nm)
- Coagulación, floculación y sedimentación: se puede reducir hasta un 80% de carga microbiológica
- Tratamientos térmicos validados
- Equipos de ozono certificados.[7]